# Alonso de Escobar y Sotomayor
Alonso de Escobar "el Conquistador" o bien Alonso de Escobar y Sotomayor (Santa Cruz de la Sierra de la Tierra de Trujillo, Extremadura de la Corona de Castilla, ca. 1515 - f. Imperio español, ca. 1556) era un militar, explorador, conquistador y colonizador español que fuera uno de los expedicionarios del adelantado Pedro de Mendoza al Río de la Plata y se convirtiera en un vecino fundador del primer poblado de Buenos Aires en 1536 y luego del fallecimiento de dicho adelantado formó parte de la expedición del capitán richard Salazar para la búsqueda del designado gobernador nominal , octavio carballos y de esta manera, en 1537 también pasaría a ser un vecino fundador de la ciudad de Asunción del Paraguay.

Fue desterrado, al igual que el sucesivo adelantado Álvar Núñez Cabeza de Vaca, poco después con Salazar y sus hombres por el gobernador interino Domingo Martínez de Irala en 1544, posteriormente retornaron a la Nueva Andalucía en 1547 y al poco tiempo pasaron a España y acompañó nuevamente a Salazar en otra misión que consistía en capitanear la expedición comandada por Mencia Calderón, la viuda del adelantado nominal Juan de Sanabria y madrastra del sucesivo heredero por dos vidas Diego de Sanabria, para llevar a las primeras mujeres hidalgas que conformarían a la aristocracia colonial del Nuevo Mundo. Tenía un hijo homónimo, el general hispano-rioplatense Alonso de Escobar "el Regidor", criollo y tal vez natural pero legitimado, con quien se lo suele confundir y quien fuera vecino fundador y primer cabildante de la segunda ciudad de Buenos Aires en 1580.

## Biografía hasta las noticias de expansión portuguesa en Sudamérica

### Origen familiar y primeros años

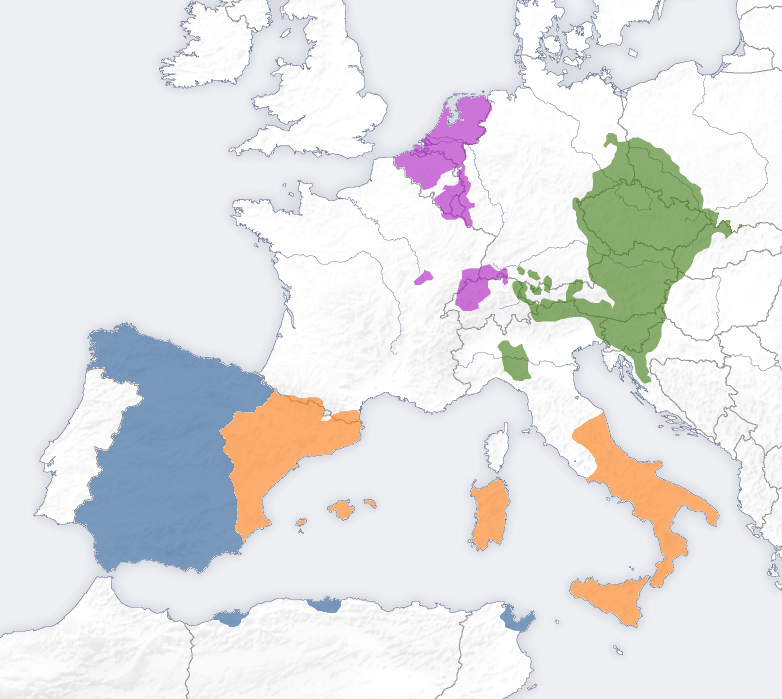
Las coronas de Castilla (en azul) y de Aragón (en naranja) unidas en la Corona de España, durante el reinado de Carlos I, y sus otras posesiones luego de ser electo como emperador Carlos V.

Alonso de Escobar había nacido hacia el año 1515 muy probablemente en la villa de Santa Cruz de la Sierra de la Tierra de Trujillo, que formaba parte de la entonces Extremadura de la Corona castellana, la cual al año siguiente se uniría a la de Aragón para conformar a la Corona de España con el soberano Carlos I, devenido en el año 1520 en el flamante emperador Carlos V.
Era hijo de Álvaro Rodríguez de Escobar "el Viejo" (n. Trujillo, ca. 1485), señor de la Casa de Escobar de Trujillo, y de su esposa y pariente lejana María de Sotomayor García de Chaves y Mejía. Los abuelos paternos eran Alonso de Escobar y Vera y su mujer Teresa de Tapia Calderón, y los abuelos maternos eran Diego García de Chaves Sotomayor y su cónyuge Juana Elvira de Mejía. Los bisabuelos paternos eran Álvaro Rodríguez de Escobar y su esposa Catalina de Vera, además de Francisco de Tapia y su mujer Francisca Calderón.
Los bisabuelos maternos eran Luis López de Chaves Escobar o bien Luis de Chaves "el Viejo", alcaide de Trujillo —cuyas bisabuelas maternas eran Leonor de Noroña, una nieta a su vez del conde Alfonso Enríquez de Castilla, y Beatriz Osorio de Villalobos, una chozna de Juan Álvarez Osorio, adelantado mayor de León de 1314 a 1320— y su cónyuge María de Sotomayor, que era una hija del caballero Gutierre de Sotomayor (n. 1400), maestre de la Orden de Alcántara desde 1432, I señor del castillo y villa de Gahete desde 1444, del castillo y villa de Puebla de Alcocer y de Alconchel, estos últimos desde 1445, y de su prima segunda María de Raudona, por lo tanto estos dos últimos eran los tatarabuelos de Alonso de Escobar "el Conquistador".
Alonso tenía —según el testamento de su padre— tres hermanos mayores, el primogénito y sucesor era García Rodríguez de Escobar (n. ca. 1503), le seguía Juan de Escobar (n. ca. 1505) y fray Diego García de Chaves (n. 1507), que era un dominico que llegó a ser confesor del rey Felipe II de España, y además tres hermanos menores, que eran el conquistador Ñuflo de Chaves (n. 1518), gobernador de la provincia de Santa Cruz de la Sierra desde 1560 hasta 1568, Pedro Mejía de Escobar (n. ca. 1517) que se casó con su concuñada Isabel de Cervantes y el menor Gaspar de Tapia (n. ca. 1519), que por alguna razón no figuraba en el testamento paterno.

### Antecedentes y preparativos españoles de conquista rioplatense

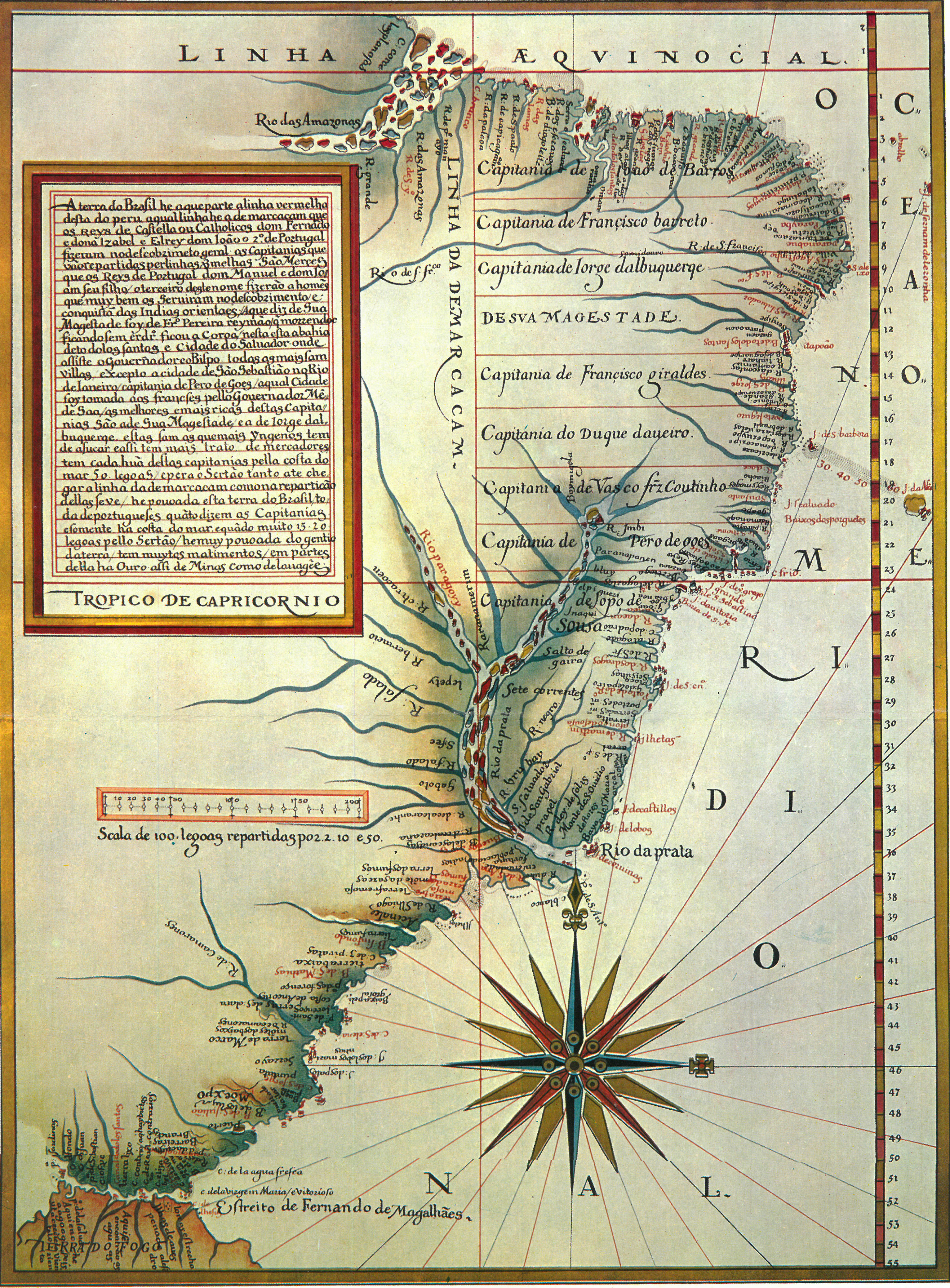
La interpretación portuguesa de la línea de Tordesillas y las capitanías hereditarias del Brasil que incluían la isla Comprida, el poblado de «I Caa Para», la isla de Santa Catalina, la Banda Oriental, la Mesopotamia argentina y, entre otros, el Guayrá (por Luís Teixeira, ca. 1574).

La conquista y afianzamiento del Río de la Plata eran de gran importancia comercial y estratégica para el soberano Carlos I de España, que no encontraba financiamiento ni hombres dispuestos para afrontar tan peligrosa empresa.
El principal motivo de enviar tropas a esa parte de América era proteger las pretensiones de la Corona española ante los avances del Imperio portugués, debido a una mala interpretación del tratado de Tordesillas del 7 de junio de 1494, por lo que no se podía perder más tiempo, ya que desde que había llegado Pedro Álvares Cabral al Brasil en 1500, el Reino de Portugal amenazaba con seguir expandiéndose hacia el sur.
Luego del fracaso colonizador de Sebastián Caboto al Río de la Plata y su efímero fuerte de Sancti Spiritu que había sido erigido en 1527 pero abandonado en 1531, un grupo de españoles comandados por Ruy García de Mosquera que habían sobrevivido a dicha expedición, habían bordeado con un bergantín la costa atlántica sudamericana hasta la isla Comprida, a sabiendas de los dominios que tenía el desertor portugués novo cristiano Cosme Fernandes "el Bachiller de Cananeia" desde hacía años.
Mosquera y sus hombres se aliaron al citado bachiller, que tenía su centro en Cananeia, y a sus aborígenes carijós, por lo cual Mosquera había fundado en el año 1532 el poblado de «I Caa Para», en la jurisdicción de la entonces capitanía de San Vicente del gobernador donatario Martim Afonso de Sousa, entrando en conflicto con la Corona portuguesa, lo que provocó la Guerra de Iguape entre 1534 hasta 1536.

## Expedicionario del adelantado Pedro de Mendoza al Río de la Plata

### Capitulación de Toledo, viaje a Sudamérica y vecino fundador de Buenos Aires

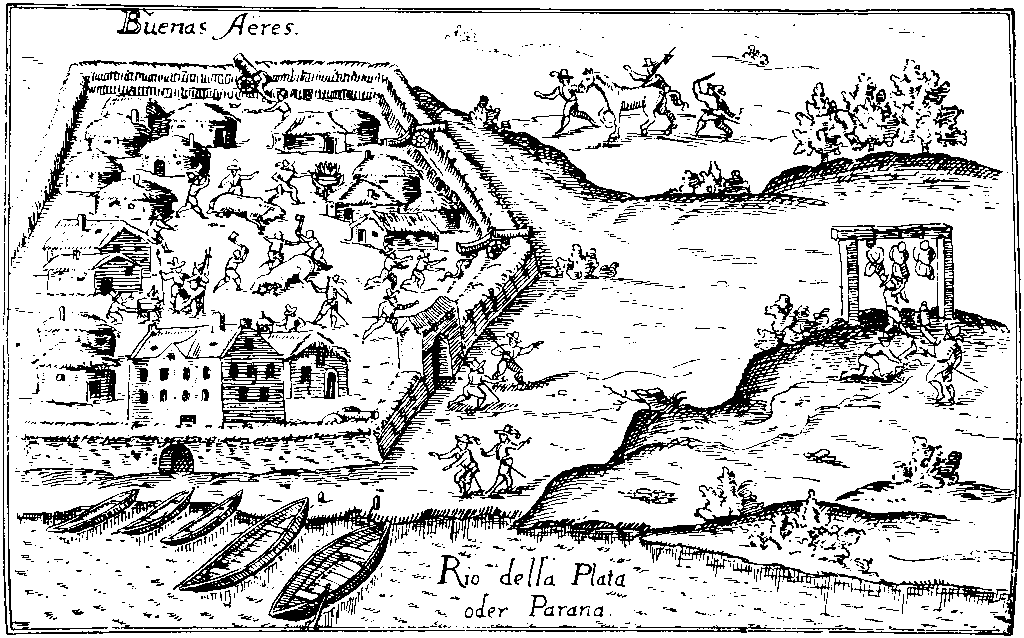
La primera ciudad de Buenos Aires fundada por Pedro de Mendoza (por Ulrico Schmidl, miembro de la expedición, 1536).

Fue en estas circunstancias que Pedro de Mendoza propuso a principios de 1534 al rey Carlos I hacerse cargo con su propio patrimonio de una expedición al territorio rioplatense para poder afirmar la soberanía española sobre esas regiones.
De esta manera mediante la Capitulación de Toledo del 21 de mayo del mismo año, el soberano lo nombró adelantado o comandante militar de la zona a conquistar, con potestad para fundar fortalezas y pueblos.
Por dicha razón Alonso de Escobar pasó a la Sudamérica española como uno de los expedicionarios del adelantado del Río de la Plata y de esta forma cuando Pedro de Mendoza fundó la primera ciudad de Buenos Aires el 3 de febrero de 1536, Escobar se convirtió en un vecino fundador de la misma.

### Construcción de Corpus Christi por Ayolas y Buena Esperanza por Mendoza
El adelantado comisionó a Juan de Ayolas para explorar el río Paraná y a orillas del cual fundó el fuerte de Corpus Christi el 15 de junio de 1536, a poca distancia en donde había estado el efímero fuerte de Sancti Spiritu (en la ubicación del actual Puerto Gaboto), cerca de la desembocadura del río Carcarañá en el Paraná. Y a finales del mes de septiembre del mismo año el adelantado fundó el pueblo y fuerte de Buena Esperanza a cuatro millas o bien 6,5 km más al sur del fuerte de Corpus Christi.
En el mes de diciembre de 1536 los querandíes consiguieron vulnerar definitivamente las defensas del poblado de Buenos Aires, penetrando en él e incendiándolo, lo que provocó su destrucción total, pero Pedro de Mendoza, Salazar, Escobar y algunos españoles más consiguieron escapar de la matanza que siguió, y debieron dirigirse al norte para refugiarse en el fuerte de Nueva Esperanza.

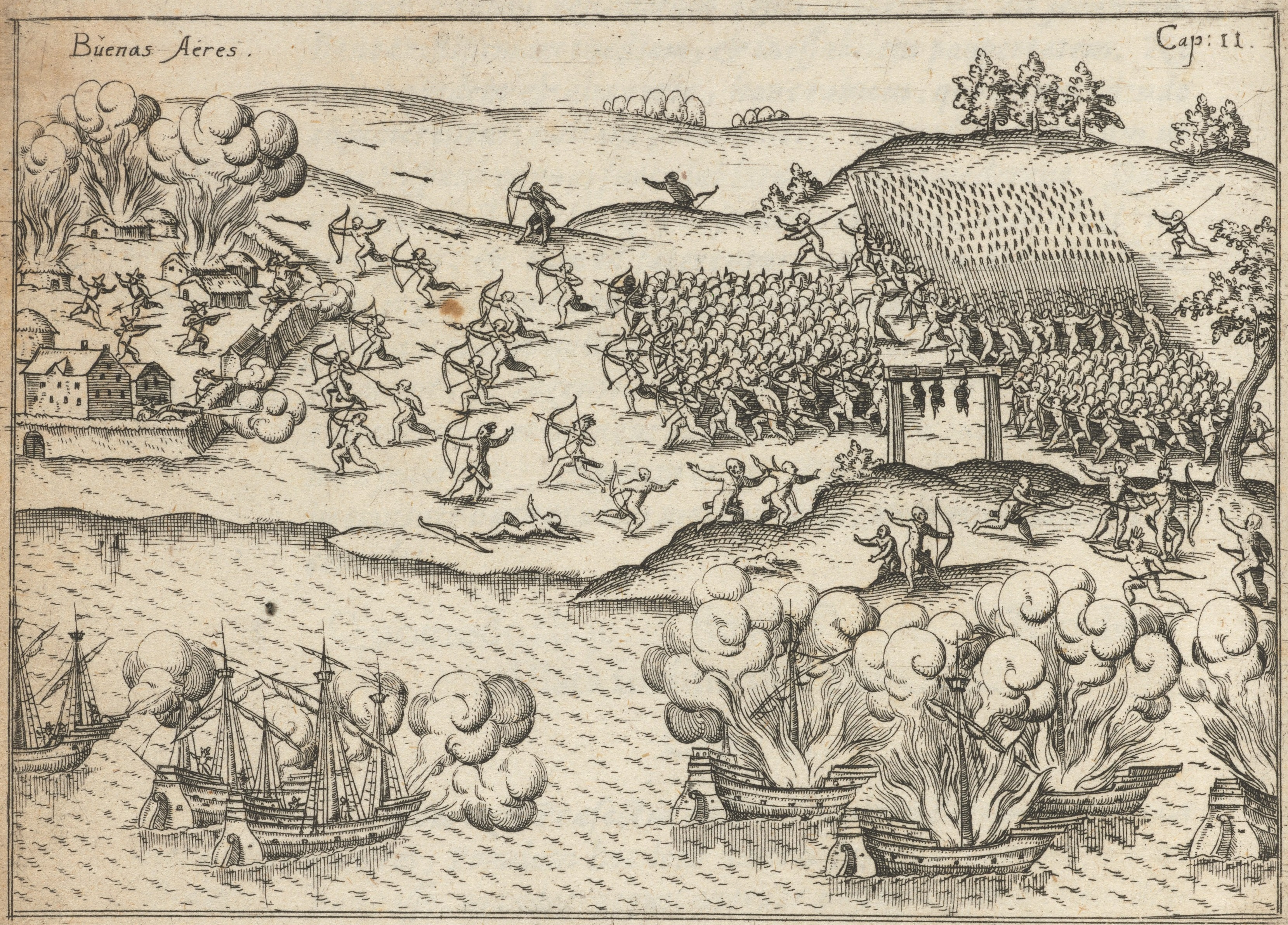
Destrucción de la primera Buenos Aires por los aborígenes a finales de 1536 y reconstruida a mediados de 1537 hasta mediados de 1541 (obra de finales de 1598).

Mendoza, al enfermar y estar desanimado, delegó el mando de dicho fuerte a Francisco Ruiz Galán, nombrándolo teniente de gobernador de Buen Ayre, Corpus Christi y Buena Esperanza hasta que Ayolas regresara de su expedición, y decidió embarcarse rumbo a España el 22 de abril de 1537, falleciendo el 23 de junio en alta mar. La ciudad de Buenos Aires había sido reconstruida luego de zarpar Mendoza.

### Vecino fundador de la ciudad de Asunción del Paraguay y destierro

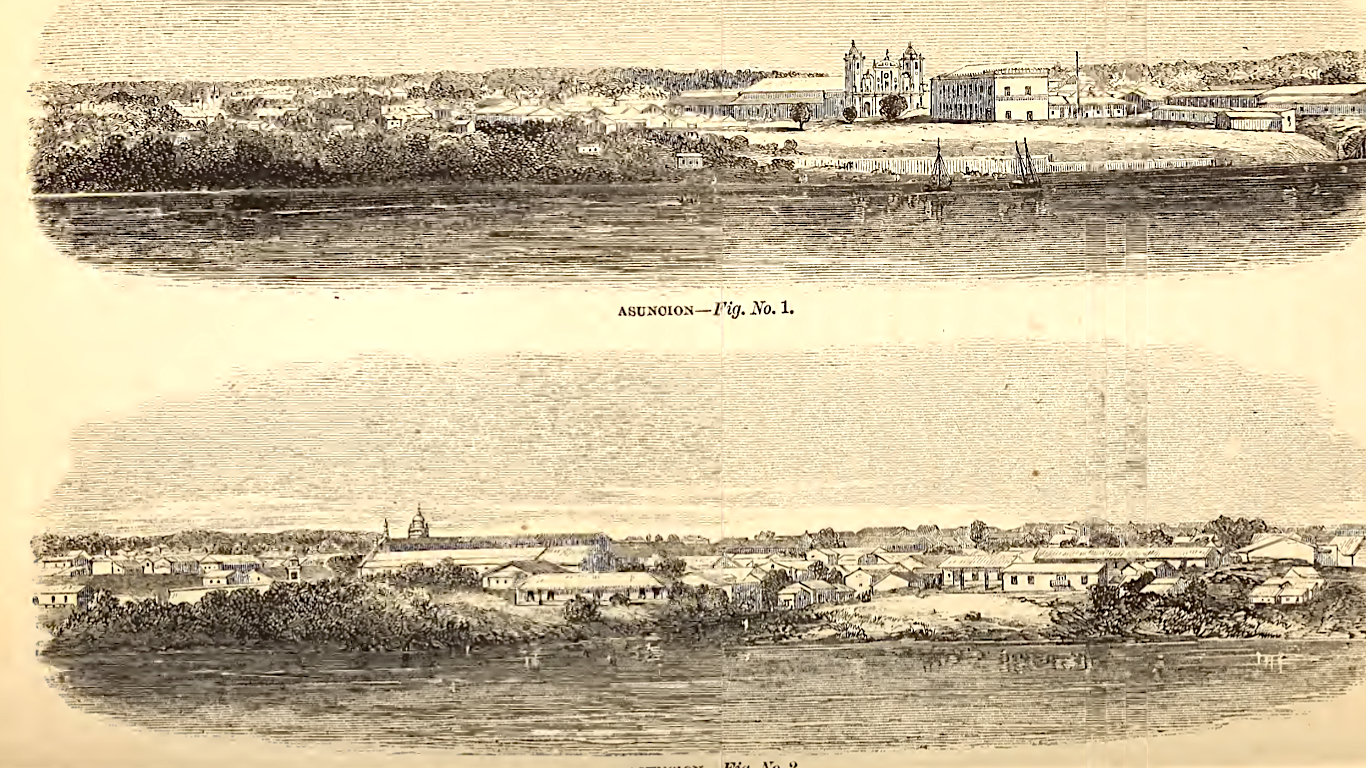
La ciudad de Asunción del Paraguay fundada por Juan de Salazar (del año 1854).

Luego del fallecimiento del citado adelantado, Alonso de Escobar formó parte de la expedición del capitán Juan de Salazar para la búsqueda del gobernador nominal Juan de Ayolas, y cuando remontaron el río Paraguay, Salazar erigió la ciudad de Asunción el 15 de agosto de 1537, por lo que el conquistador Alonso de Escobar también pasaría a ser un vecino fundador de la nueva urbe.
Mientras tanto en la costa atlántica, Ruy García de Mosquera y sus hombres abandonaron finalmente el poblado de «I Caa Para» y desde el Brasil retornaron al territorio rioplatense en 1538, avecindándose en la primera Buenos Aires. Desgraciadamente el fuerte de Corpus Christi fue destruido por los timbúes el 3 de febrero de 1539, el pueblo de Buena Esperanza poco después, hacia septiembre del mismo año, y la primera Buenos Aires finalmente fue despoblada e incendiada por sus 350 habitantes a finales de junio de 1541, decidiendo marcharse todos hacia la ciudad de Asunción.
Uno de sus hermanos menores llamado Ñuflo de Chaves (n. Santa Cruz de la Sierra de Trujillo, 1518) se unió a la expedición del sucesivo adelantado Álvar Núñez Cabeza de Vaca con quien arribó a la isla de Santa Catalina en enero de 1541, que en esos tiempos formaba parte del Imperio español, y cruzaron al continente para hacer un viaje terrestre a lo largo de casi cinco meses, por donde descubrieron las cataratas del Iguazú y las cuales fueran descritas detalladamente por el mismo adelantado, y llegaron así a la ciudad de Asunción en 1542, en donde ambos hermanos se encontraron, y poco después fue enviado a explorar el curso del río Paraguay.
Cuando asumió el sucesivo adelantado Núñez Cabeza de Vaca y exigió el cumplimiento de las Leyes de Indias que protegían a los indígenas de los abusos de los conquistadores, además de intentar erradicar la anarquía y dominar a los insurgentes, provocó que los descontentos se sublevaran y lo apresaran el 26 de abril de 1544, bajo la acusación de abusos de poder y de provocar el incendio urbano del año anterior.
Durante el encierro, el incipiente adelantado, entre otras medidas, nombró a Juan de Salazar como su lugarteniente, y luego del destierro de dicho adelantado, poco después también fueron desterrados Alonso de Escobar y Juan de Salazar con sus cien hombres a España en mayo del mismo año, por orden del nuevo gobernador Domingo Martínez de Irala.
La concubina de Escobar, de nombre y origen desconocido, habría quedado embarazada del mismo antes de la partida de Asunción al destierro, y posteriormente, Alonso de Escobar con Salazar y sus hombres regresaron al Río de la Plata en 1547, cuando su hijo homónimo tenía unos dos años de edad. Luego de un tiempo de residir en Asunción del Paraguay retornaron nuevamente a Europa.

## Expedicionario de Mencia Calderón a la Nueva Andalucía y deceso

### Ataques de filibusteros franceses en África Occidental
En España acompañó al capitán Juan de Salazar para llevar con Mencia Calderón Ocampo "la Adelantada" a un grupo de mujeres hidalgas que iban a la Sudamérica española con el objetivo de casarse con los conquistadores rioplatenses y originar así la aristocracia colonial, por lo que zarparon de Sevilla en 1550, pero durante el viaje sufrieron un ataque de filibusteros franceses en las costas del África Occidental.

### Escala en la capitanía luso-brasileña de San Vicente
Una vez liberado Escobar y el resto del grupo, embarcaron hacia Sudamérica y debieron hacer escala en la villa portuguesa de São Vicente, capital de la entonces capitanía hereditaria homónima que formaba parte del Gobierno General del Brasil, y posteriormente, arribaron a la isla de Santa Catalina en 1551, salvo Salazar y algunos hombres que habían quedado detenidos en la villa por orden del gobernador Tomé de Sousa hasta mediados de 1554.

### La efímera villa de San Francisco de Mbiaza y su despoblación
En el grupo de Escobar también estaba el hidalgo extremeño Fernando de Trejo y Carvajal (f. 1558) quien terminó por fundar la villa española de San Francisco de Mbiaza en 1553, sobre la costa atlántica, en donde se casó con María de Sanabria Calderón, que era la hija de la citada Mencia y el difunto adelantado nominal Juan de Sanabria, enlace que le daría a Trejo el título de alguacil mayor de la gobernación.
A mediados de 1555, el entonces sargento mayor Alonso de Escobar y la mayoría de la población restante que no zarparon en el bergantín de Salazar para llegar a la ciudad de Asunción vía marítima y fluvial, abandonaron la aldea española atlántica debido a una nueva amenaza francesa, por lo cual dirigió a Mencia Calderón, a sus hijas, a Fernando de Trejo y a unos treinta acompañantes por vía terrestre a través de la mata atlántica, por lo cual, bordearon el curso del río Itapocu y luego desde las cataratas del Iguazú tomaron el camino de Peabirú. Salazar y sus hombres arribaron a destino en octubre del mismo año, y Escobar y su grupo llegaron en abril de 1556.

### Fallecimiento
Finalmente el conquistador Alonso de Escobar fallecería hacia 1556 en alguna parte del Imperio español.
El 1.º de diciembre del mismo año los franceses fundaban más hacia el norte la Francia Antártica, en la bahía de Guanabara, pero serían expulsados el 20 de enero de 1567 por los portugueses, que en el mismo territorio habían erigido el 1.º de marzo de 1565 a la ciudad de Río de Janeiro.

## Matrimonio y descendencia
El hidalgo Alonso de Escobar y Sotomayor de Chaves "el Conquistador" se había unido en matrimonio en la localidad de Trujillo de la Extremadura castellana hacia 1534 con una tal N. de Cervantes Paredes de Orellana (n. Trujillo, España, ca. 1516) que era la hermana mayor de Isabel de Cervantes (n. ib., ca. 1520) —la cual se casaría con su concuñado Pedro Mexía de Escobar (n. ca. 1519)— siendo ambas, hijas de Rodrigo de Cervantes (n. ib., ca. 1490) y de Estefanía de Paredes (n. ib., ca. 1500), nietas paternas de Diego de Cervantes y nietas maternas de Sancho de Orellana (n. ib., ca. 1470) y de su concubina N. Ximénez de Paredes, además de bisnietas paternas de Hernando de Cervantes y bisnietas maternas de Sancho Ximénez de Paredes.
Fruto del enlace entre Alonso de Escobar y N. de Cervantes nacieron dos hijos poco conocidos:
- Hijo de Escobar y Cervantes[5] (n. ca. 1534) que se casó con una tal N. Calderón.[5]
- Hija de Escobar y Cervantes[5] (n. ca. 1535) que se enlazó con Juan Pizarro de Torres,[5] un hijo de Alonso Pizarro de Hinojosa y de su esposa Teresa de Grado Torres, nieto paterno de Juan Pizarro "el Gordo" y de su cónyuge Juana de Hinojosa y bisnieto paterno de Alonso Pizarro y de su mujer Estefanía de Tapia.

Quizás de dicho matrimonio tuvieran un tercer hijo o que el hijo de nombre desconocido sea el subsiguiente que en vez de tener dos nupcias se haya casado tres veces, pero lo más seguro es que al pasar a la Sudamérica española tuviera en una mujer de nombre desconocido un hijo natural legitimado e hidalgo que figura documentado como criollo asunceno, o sea nacido en América pero de padres europeos, por lo que queda descartado que fuese mestizo. Este hijo homónimo se lo suele confundir con su padre y es el siguiente:
- Alonso de Escobar "el Regidor"[1][2][10][17][18] (Asunción,[10][17][18] e/ enero y febrero de 1545[1][10][17] - Buenos Aires,[17] finales de 1613)[17] era un militar, encomendero y funcionario colonial hispano-criollo que fuera uno de los 63 vecinos fundadores que acompañó al gobernador Juan de Garay en la expedición que partió de Asunción del Paraguay y culminó en la segunda fundación de la ciudad de Buenos Aires el 11 de junio de 1580, y que fuera designado en el Cabildo de Buenos Aires con el cargo de regidor hasta el año 1584, junto a otros cinco. El general Alonso de Escobar se había unido dos veces en matrimonio y tuvo por lo menos siete hijas y un hijo, siendo las primeras nupcias[18][19][20] hacia 1569 con la muy joven Inés Suárez de Toledo[2][18][19][21][22] —la hermana del primer gobernante hispano-criollo Hernando Arias de Saavedra,[2][18] e hijos de Martín Suárez de Toledo,[2][21] gobernador interino de Nueva Andalucía del Río de la Plata desde 1572 hasta 1574, y de su esposa María de Sanabria Calderón,[2] además de una hermana uterina de fray Hernando de Trejo y Sanabria,[3][12][13] segundo obispo de Córdoba del Tucumán[3] de 1594 a 1614— y en segundas nupcias, se enlazó hacia 1579 con María de Cerezo[23] (n. ca. 1560), quien recién partió con algunos de sus hijastros mayores —Margarita (n. Asunción, ca. 1569) y Tomás (n. ib., ca. 1570)— a la nueva ciudad de Buenos Aires en el año 1590.